# Republikanische Partei Armeniens
Die Republikanische Partei Armeniens (armenisch Հայաստանի Հանրապետական Կուսակցութուն Hajastani Hanrapetakan Kusakzutjun, in wissenschaftlicher Transliteration Hayastani Hanrapetakan Kowsakc‘owt‘yown, Abkürzung ՀՀԿ bzw. HHK) ist eine Partei in Armenien und stellte lange Zeit die Regierung.

## Geschichte

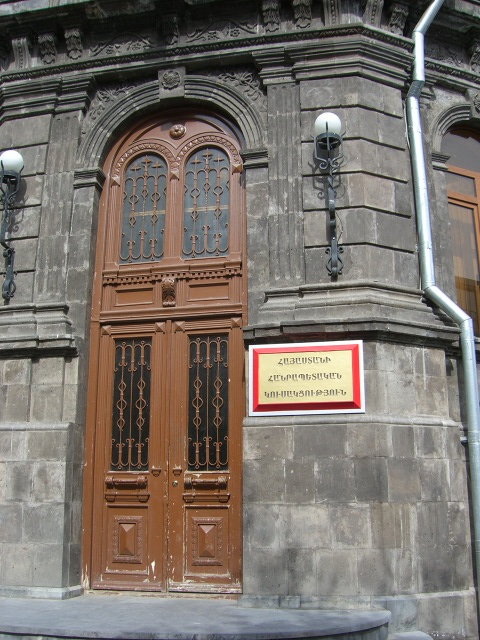
Hauptsitz der Partei in Jerewan (2006)

Die Partei sieht sich in der Tradition der Nationalen Vereinigten Partei, die in der Armenischen SSR von 1967 bis 1987 im Untergrund operierte. Die HHK wurde bereits 1988 bzw. am 2. April 1990 gegründet, konnte jedoch erst am 14. Mai 1991 offiziell als Partei registriert werden. Erst im Zuge der Perestrojka wurde es offiziell erlaubt, Parteien zu gründen. Viele der Gründungsmitglieder der HHK kämpften in paramilitärischen Organisationen im Konflikt um Bergkarabach, auch unter dem Banner der Partei.
Ende 1994 geriet die Partei von der Opposition in die Regierungsmitverantwortung durch ihre Mitgliedschaft im von der Armenischen Allnationalen Bewegung geführten Republik-Block. Seit Parteigründung und bis zu seinem Tod 1997 wurde die Partei von Aschot Nawassardjan geführt. Im Jahr 1999 übernahm die HHK die Regierung und stellte zunächst mit Wasken Sarkissjan den Premierminister. Nach dessen Ermordung am 27. Oktober 1999 übernahm sein Bruder Aram Sarkissjan im November dieses Amt, bevor ihn Andranik Markarjan im Premierministeramt ablöste. Die Partei formte ein Wahlbündnis mit der Armenischen Revolutionären Föderation und der Partei Land des Rechts im Vorfeld der Parlamentswahl in Armenien 2003 und errang damit eine große Mehrheit der Parlamentssitze. Premierminister Markarjan verstarb 2007 noch im Amt.
Bis zum Parteitag 2006 bezeichnete sich die HHK als nationalistische Partei, seitdem als nationalkonservative Partei. Seit den Wahlen zur dritten Nationalversammlung 2003 stellte sie lange Zeit die stärkste Fraktion, stürzte jedoch bei der Parlamentswahl in Armenien 2018 massiv ab und landete knapp unter der 5-%-Hürde. Bei der Parlamentswahl in Armenien 2021 gelang der Partei als drittstärkste Kraft aufgrund der Regelung, nach welcher nicht nur zwei Parteien in der Nationalversammlung vertreten sein dürfen, der Wiedereinzug ins Parlament, obwohl sie die für Wahlbündnisse geltende Hürde von 7 % nicht übersprang.

## Parteivorsitzende
| Name                | Name                | Amtszeit  |
| ------------------- | ------------------- | --------- |
| Aschot Nawassardjan | Aschot Nawassardjan | 1990–1997 |
| Andranik Markarjan  | Andranik Markarjan  | 1997–2007 |
| Sersch Sargsjan     | Sersch Sargsjan     | seit 2007 |

## Inspiration und Aktivitäten
Die ultranationalistische und konservative Ideologie der HHK ist durch den armenischen Militärstrategen Garegin Nschdeh inspiriert, er ist einer der Gründer der Zegakron-Bewegung (deutsch Rassenreligion) und gehörte im Zweiten Weltkrieg zur armenischen Legion an.
Im Mai 2016 wurde auf unmittelbare Initiative der Republikanischen Partei im Zentrum der Hauptstadt Jerewan ein Denkmal zu Ehren von Garegin Nschdeh gesetzt. Dieser wird heutzutage als „Held der armenischen Nation“ gefeiert. Als Parteivorsitzender und Präsident nahm Sargsjan persönlich an der Einweihungszeremonie der Statue teil und würdigte die „Verdienste des großen Staatsmannes“.
Nschdeh gilt jedoch in Russland als Nazikollaborateur und Kriegsverbrecher im Zweiten Weltkrieg. Der Fall führte zu ernsthaften Verstimmungen zwischen Armenien und der Russischen Föderation. In einem umfangreichen Bericht des russischen Außenministeriums über die „Glorifizierung des Faschismus und jeglicher Erscheinungsformen des Neonazismus“ vom Mai 2019 wird die ehemalige Führung der Republikanischen Partei für ihre einschlägige Politik heftig kritisiert. Noch im November 2017 prangerte Weronika Kraschennikowa, eine prominente russische Historikerin, Politologin und Mitglied der Gesellschaftlichen Kammer der Russischen Föderation die Verherrlichung der angeblichen Nazisympathisanten durch die Republikanische Partei und verglich das Wappen der Partei mit dem des Dritten Reiches, genauer mit dem deutschen Reichsadler.

## Zusammenarbeit mit anderen Parteien
Seit dem 15. Mai 2021 tritt die HHK im Wahlbündnis „Ich habe Ehre“ zu Wahlen an.

## Wahlergebnisse

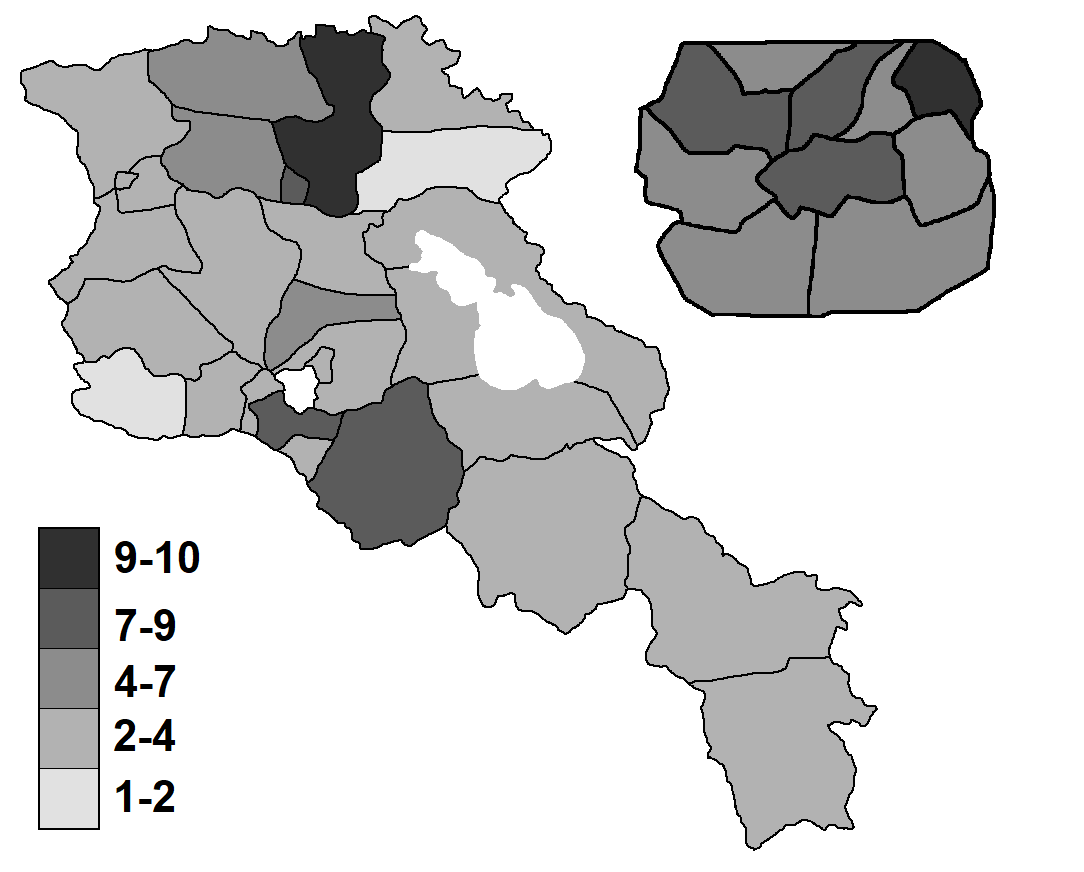
Stimmen für die HHK nach Wahlbezirken in Prozent bei der Parlamentswahl 2018

| Wahl | Stimmen | %     | Sitze         | Rang | Position | Quelle                                        |
| ---- | ------- | ----- | ------------- | ---- | --- | --------------------------------------------- |
| 1995 | 329,000 | 43,9  | 4/190 88/190  | 1.   | Regierungskoalition (Wahlbündnis mit der Armenischen Allnationalen Bewegung, Demokratisch-Liberalen Partei Armeniens u. Christlich-Demokratischen Union) | Nohlen, Grotz, Hartmann (2001)                |
| 1999 | 448.133 | 41,69 | 24/131 62/131 | 1.   | Regierung (Wahlbündnis mit der Armenischen Volkspartei u. Volksdemokratischen Partei)                                                                    | mediamax.am                                   |
| 2003 | 278.712 | 23,66 | 33/131        | 1.   | Regierung | electionguide.org                             |
| 2007 | 458.258 | 34,26 | 64/131        | 1.   | Regierung | electionguide.org                             |
| 2012 | 664.440 | 44,02 | 70/131        | 1.   | Regierung | Zentrale Wahlkommission der Republik Armenien |
| 2017 | 771.247 | 49,17 | 58/105        | 1.   | Regierung | Zentrale Wahlkommission der Republik Armenien |
| 2018 | 59.083  | 4,7   | 0/132         | 4.   | außerparlamentarische Opposition | Zentrale Wahlkommission der Republik Armenien |
| 2021 | 66.633  | 5,23  | 4/107 7/107   | 3.   | Opposition | Statista Research Department                  |

## Fraktionsvorsitzende
Alle bisherigen Fraktionsvorsitzenden, welche die Republikanische Partei Armeniens in der Nationalversammlung stellte:

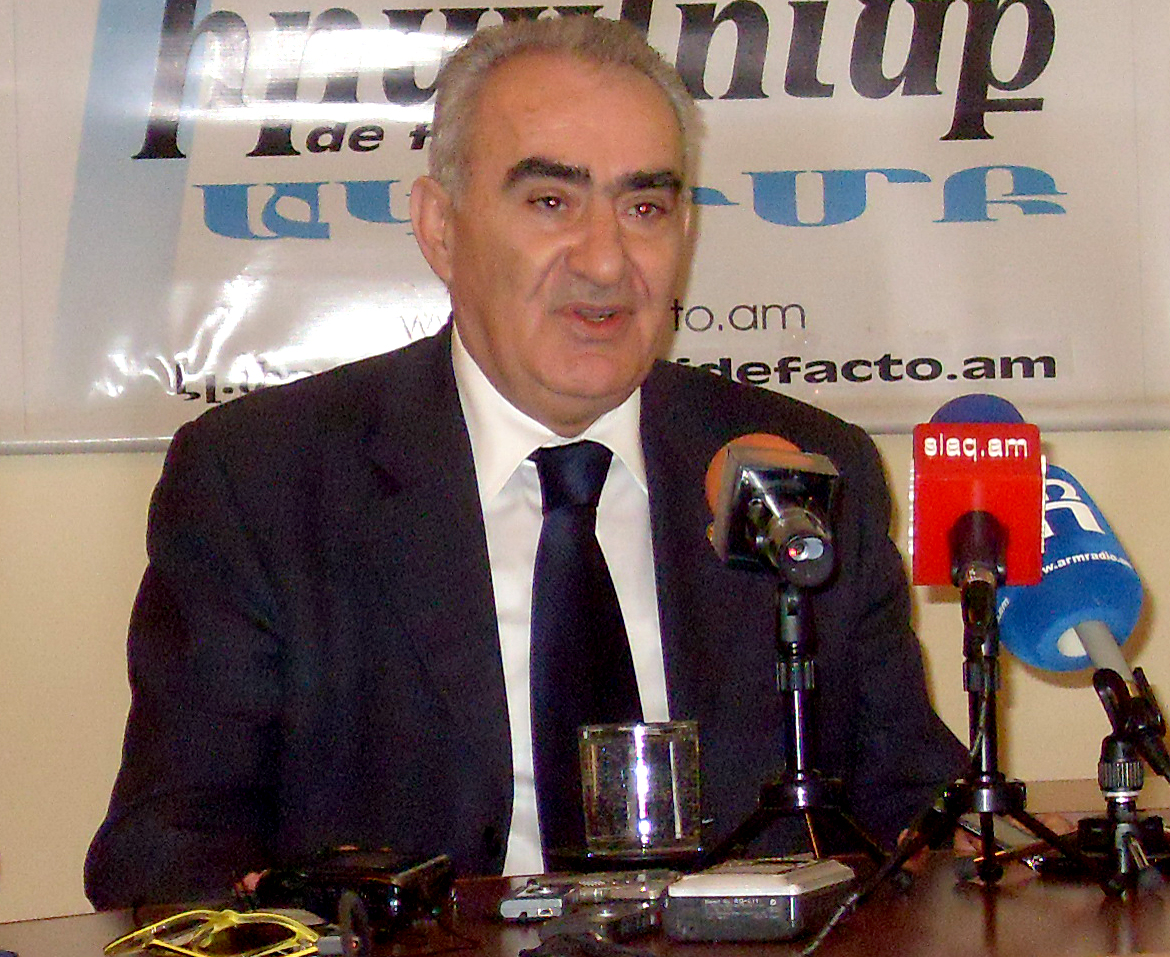
Galust Sahakjan 10. Juni 1999 bis 6. Mai 2014 Fraktionen Einheit u. Republikanische Partei
Karen Karapetjan 13. Juni 2003 bis 6. Juni 2007 Fraktion Volksvertreter
Wahram Baghdassarjan 7. Mai 2014 bis 13. Januar 2019 Fraktion Republikanische Partei
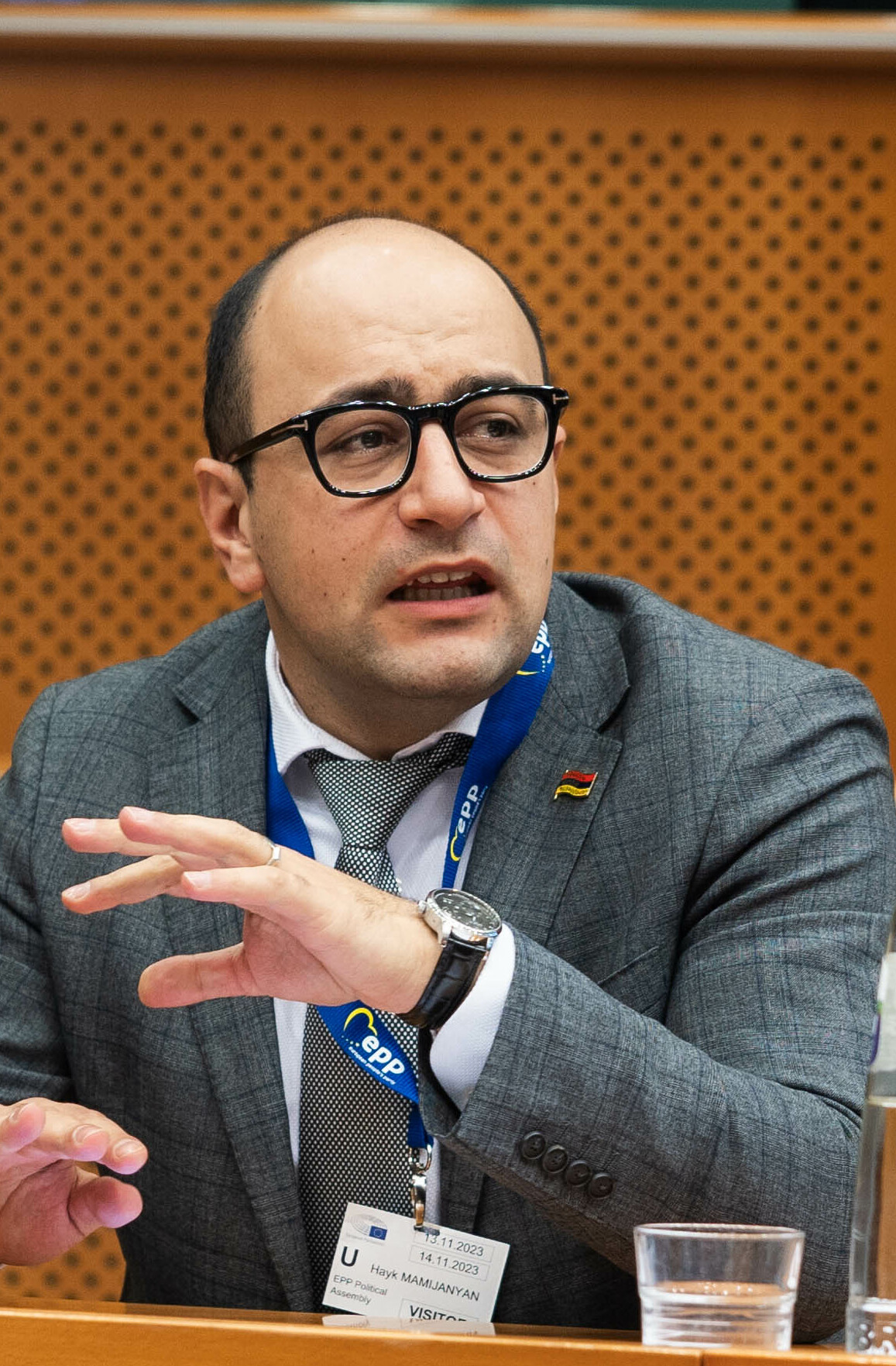
Hajk Mamidschanjan seit 15. Juli 2022 Fraktion Mit Ehre